# Almáciga (Santa Cruz de Tenerife)
Almáciga es una entidad de población perteneciente administrativamente al Distrito de Anaga del municipio de Santa Cruz de Tenerife, en la isla de Tenerife —Canarias, España—.
Destaca por encontrarse en ella la playa de Almáciga, afamada para la práctica del surf. Otros atractivos del núcleo son la presencia de algunas viviendas tradicionales representativas de la arquitectura rural canaria, y las rutas de excursionismo que conducen desde la playa hasta Taganana, El Bailadero o Chamorga.

## Características
Está situada en la vertiente norte del macizo de Anaga, a una altitud media de 75 m s. n. m. en una planicie acantilada entre los barrancos de Almáciga y de La Laja o del Roque, a 26,7 km del centro de la capital municipal.
Ocupa una superficie de 1,32 km² que abarca tanto el núcleo urbano como una extensa zona rural y natural, incluida íntegramente en el espacio natural protegido del parque rural de Anaga. La zona de cumbres del caserío forma parte además de la reserva natural integral de El Pijaral.
Almáciga cuenta con una plaza pública, una ermita, un centro cultural y algunos pequeños comercios, así como un pequeño parque infantil.
En cuanto a su paisaje sobresalen en la cumbre las formaciones geológicas conocidas como Roques de Anjua y el Roque Negro del Pijaral. El acantilado costero bajo el núcleo posee también cierto interés. Además destacan en el litoral la presencia de numerosas bajas, peñascos de superficie generalmente plana aislados en el mar.
Al este del núcleo se encuentra la playa de Almáciga.

## Demografía
| Año        | 2000 | 2001 | 2002 | 2003 | 2004 | 2005 | 2006 | 2007 | 2008 | 2009 | 2010 | 2011 | 2012 | 2013 | 2014 | 2015 | 2016 |
| ---------- | ---- | ---- | ---- | ---- | ---- | ---- | ---- | ---- | ---- | ---- | ---- | ---- | ---- | ---- | ---- | ---- | ---- |
| Habitantes | 204  | 210  | 209  | 206  | 201  | 189  | 193  | 187  | 180  | 183  | 184  | 183  | 178  | 179  | 177  | 183  | 172  |

## Historia

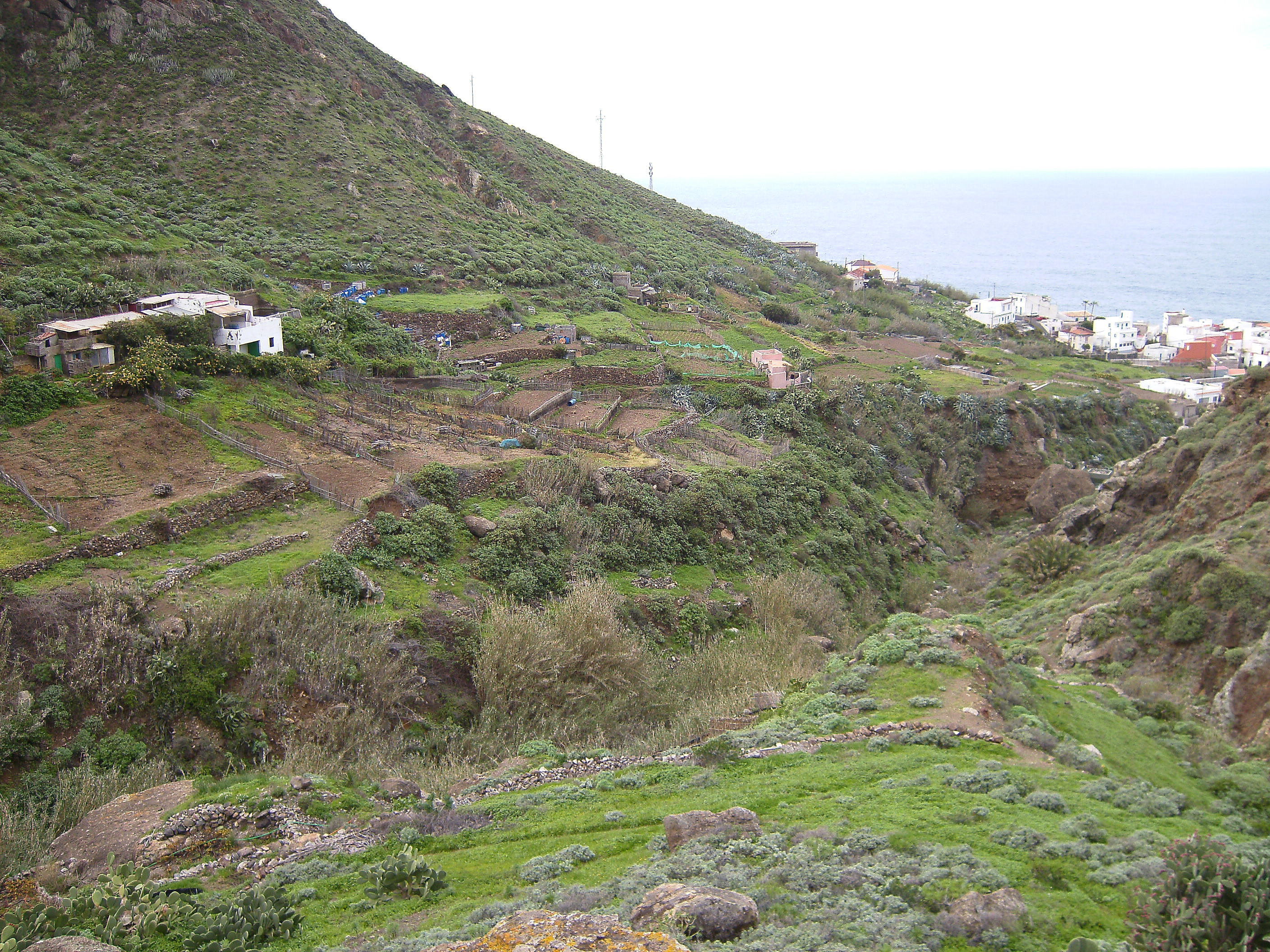
Tierras de cultivo en el valle de Almáciga.

Tras la conquista de Tenerife en 1496, el valle pasó a manos de grandes propietarios que dedicaron las tierras primero al cultivo de la caña de azúcar y luego a la viña. También desde un primer momento fueron abundantes las rozas en los montes para crear nuevas zonas de cultivo, así como para el aprovechamiento maderero. Estos grandes propietarios, que residían sobre todo en San Cristóbal de La Laguna, arrendaron sus tierras, siendo el valle de Almáciga poblado por campesinos arrendatarios.
Sin embargo, el núcleo de Almáciga no aparece como tal hasta finales del siglo xviii, en que surge como pago de Taganana. En 1877 ambos pasan a ser barrios de Santa Cruz de Tenerife.
En 1936 se construyó una ermita bajo la advocación de San Juan Bautista que fue ampliada hacia 1950, pasando su titularidad a la Virgen de Begoña. Sin embargo, se derruyó en el año 2000 por su mal estado para la construcción de un nuevo templo. En 2019 esta nueva iglesia de estilo moderno fue finalmente consagrada. El templo de Almáciga pertenece a la parroquia de Las Nieves de Taganana.
La primera escuela pública del barrio se abrió en la década de 1930, estando activa la enseñanza primaria hasta el año 2012, en que se cierra por la falta de alumnado.
Almáciga se comunicó mediante caminos con el resto de la isla hasta mediados del siglo xx, en que se prolongó la carretera de Taganana hasta la costa. Empezó así un proceso lento y no concluido de mejora en las infraestructuras y servicios; la luz llega en 1968 y la red de distribución de agua potable hacia 1980. 
En 1994 toda la superficie de Almáciga pasa a estar incluida en el parque rural de Anaga.
En 2006 el núcleo de Almáciga queda fuera de ordenación debido a que el Ministerio de Medio Ambiente fija el deslinde de los bienes marítimo-terrestres en 100 m a partir del punto máximo que alcanzan las mareas. Los vecinos, a través de la Asociación de Vecinos Nuestra Señora de Begoña de Almáciga, presentaron alegaciones y en 2012 el Tribunal Supremo les da la razón. El caserío se encuentra a la espera de que Costas acepte su condición de núcleo urbano.

### Historia de la Virgen de Begoña
Durante la celebración del Xacobeo de 1945, un grupo de fieles que salió desde Bilbao en barco con dirección a Santiago de Compostela tiraron una botella al mar con un mensaje y cinco estampas de Nuestra Señora de Begoña. 
La botella fue llevada por las corrientes hasta la playa de Almáciga, donde fue recogida por varios vecinos que contestaron al mensaje. En respuesta, se les envió desde Bilbao una réplica exacta de la imagen de Nuestra Señora de Begoña por petición de los vecinos de Almáciga. La réplica fue colocada en la ermita de Almáciga el 14 de mayo de 1950.

## Economía
Los habitantes de Almáciga se dedican en su mayoría al sector servicios fuera de la localidad, existiendo un cierto porcentaje que lo hace en bares, restaurantes y pequeños comercios del propio núcleo o en el próximo de Roque de las Bodegas.
La agricultura subsiste como complemento a la economía familiar, con pequeñas huertas dedicadas al cultivo de la viña y las papas.
Destaca la producción artesanal de diferentes licores, sobresaliendo el vino de mora.

## Fiestas
En la localidad se celebran las fiestas patronales en honor de la Virgen de Begoña el último fin de semana de abril, coincidiendo con la conmemoración de la llegada de la botella a las playas del caserío. Otra fiesta importante es la de San Juan Bautista el 24 de junio.

## Comunicaciones
Se llega al núcleo a través de la carretera de Taganana TF-134.

### Transporte público
En autobús —guagua— queda conectado mediante la siguiente línea de TITSA: 
| Línea | Trayecto                                      | Recorrido     |
| ----- | --------------------------------------------- | ------------- |
| 946   | Santa Cruz - San Andrés - Taganana - Almáciga | Horario/Línea |

### Caminos
De Almáciga parten varios caminos, dos de los cuales se encuentran homologados en la Red de Senderos de Tenerife:
- Sendero PR-TF 4.1 El Bailadero - Taganana (derivación Playa del Roque de Las Bodegas).
- Sendero PR-TF 6.2 Playa del Roque de Las Bodegas - El Draguillo - Almáciga.

## Galería

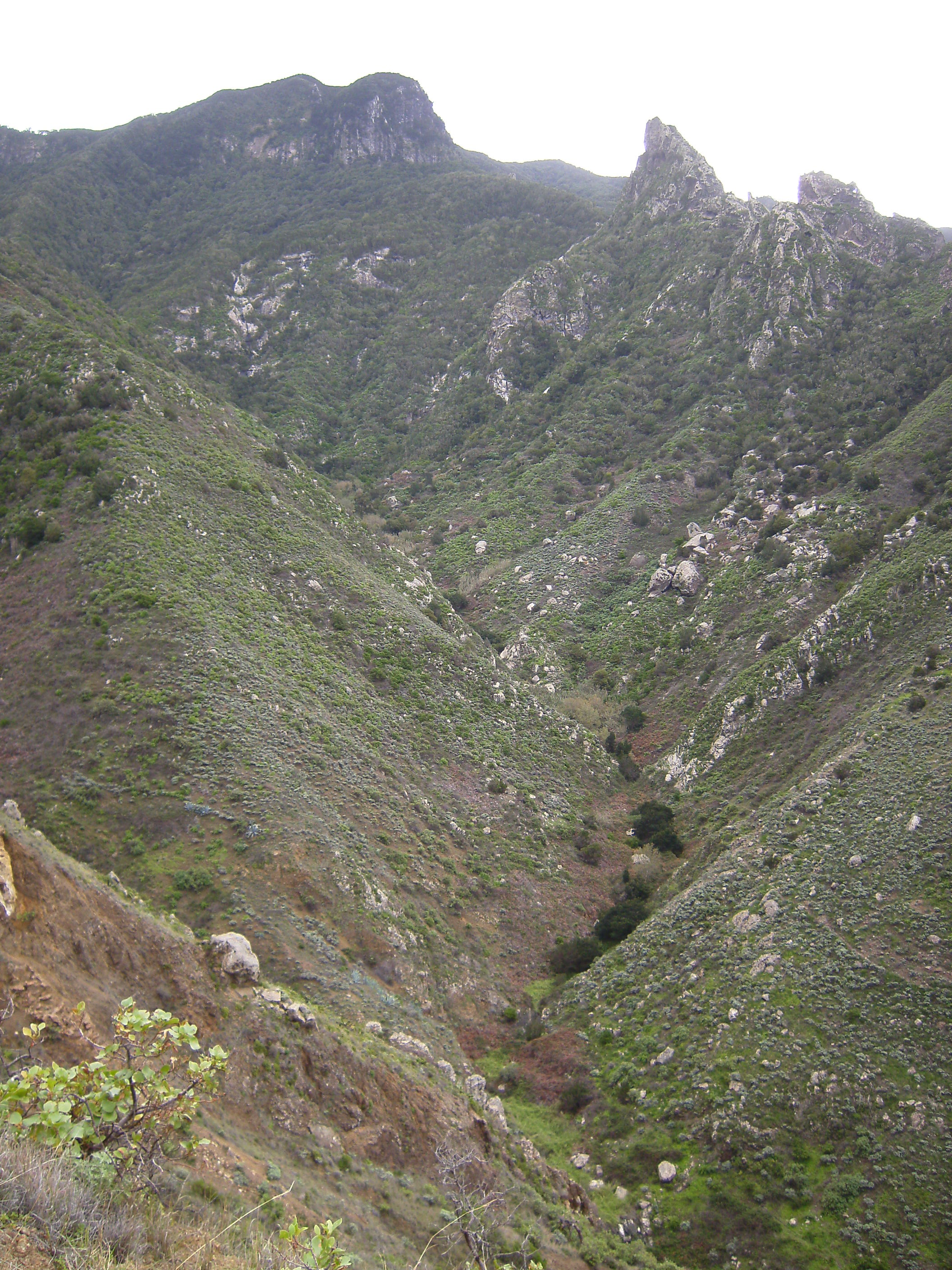
Barranco de Almáciga, con los roques Negro y de Anjua.
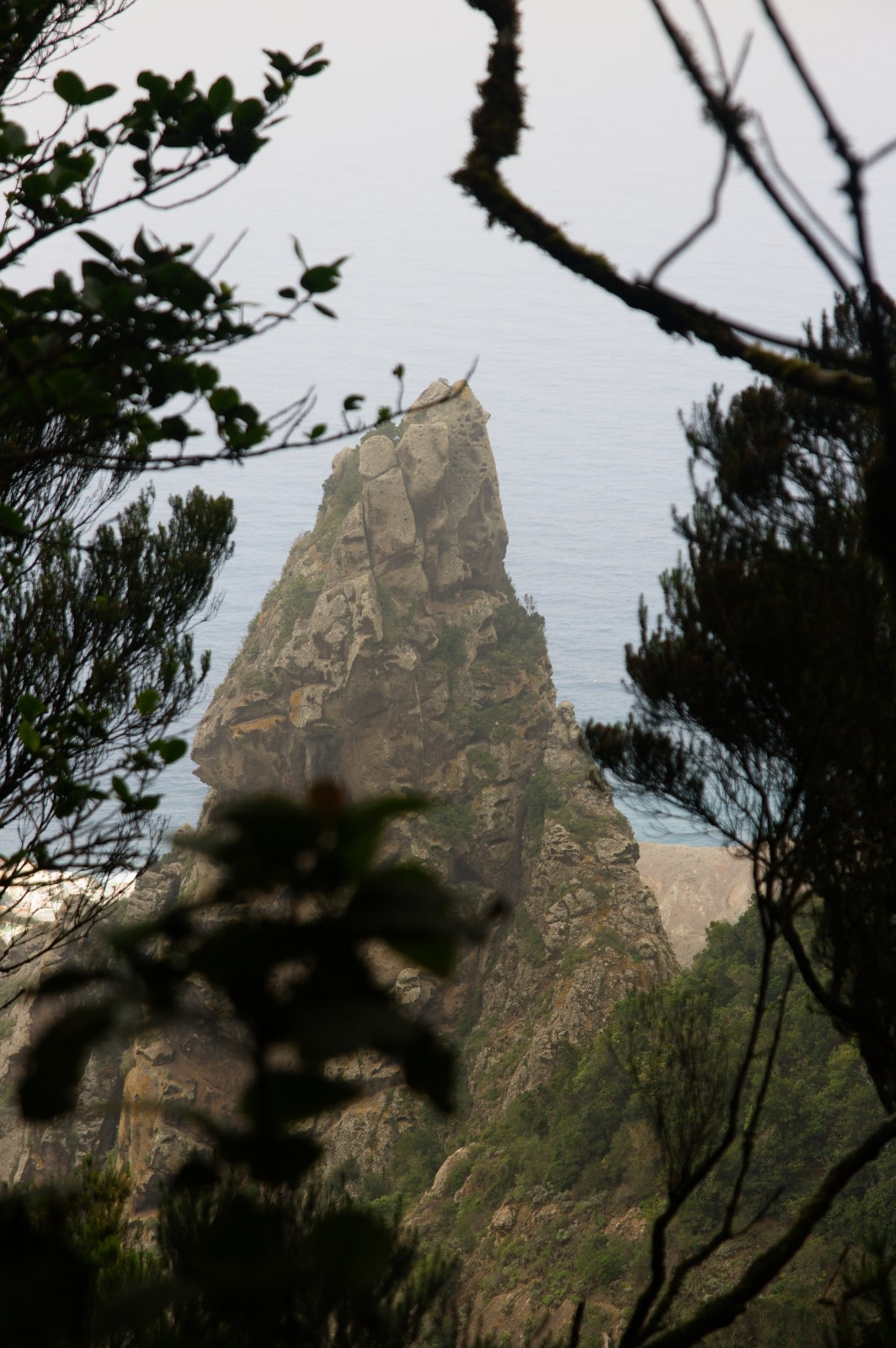
Roque de Anjua.
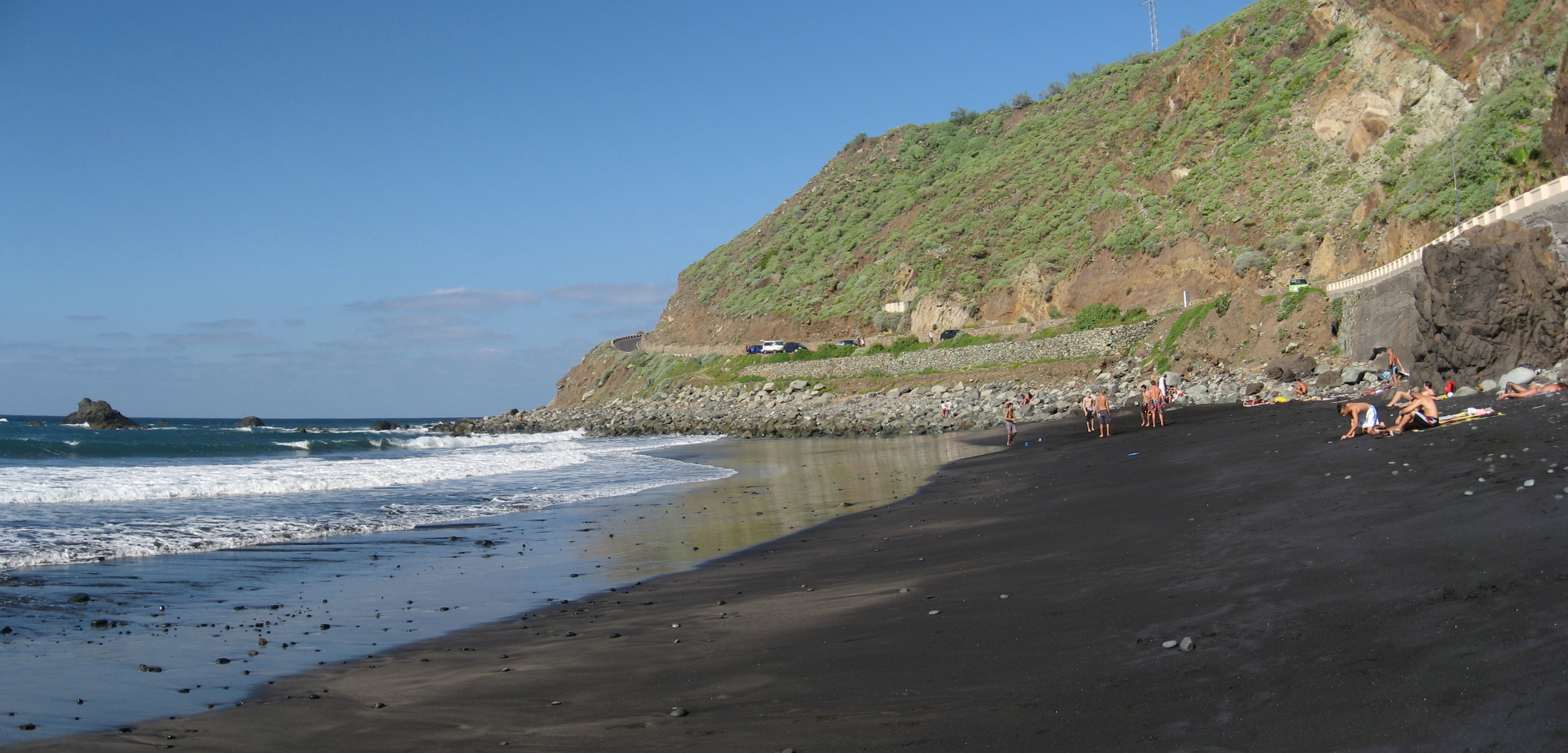
Playa de Almáciga.